# 豊洲ベイサイドクロスタワー
豊洲ベイサイドクロスタワー（とよすベイサイドクロスタワー）は、東京都江東区豊洲二丁目にある、大規模複合施設である。

## 概要
三井不動産が、豊洲二丁目駅前の土地を地権者であるIHIと協力し、開発を進めていた豊洲ベイサイドクロスの中核となる施設である。
この施設はオフィスゾーンのほかに、低層部分の商業ゾーンと、高層部分のホテル、そしてC棟のエネルギーセンターで構成されている大規模複合施設である。

## 施設

### オフィスゾーン
A棟の4階から32階にかけて、約9.1万㎡のオフィスがある。

#### 主なテナント
- 野村ホールディングス豊洲オフィス
  - 野村證券
  - 野村アセットマネジメント本社
- 富士フイルムビジネスイノベーションジャパン本社
- TIS豊洲オフィス
  - インテック東京本社

### ららぽーと豊洲3
地下2階から地上4階にかけては、ららぽーと豊洲の一部として、全36店舗が出店している。また、4階は豊洲メディカルタウンとして、クリニックや薬局が所在する。

#### 主なテナント
- 有隣堂
- ノジマ

### 三井ガーデンホテル豊洲プレミア
33階から36階にかけては、三井ガーデンホテルズブランドのホテルがあり、全225室の客室がある。

### 豊洲エネルギーセンター
C棟の5階から8階にかけては、三井不動産と東京ガスが共同で設立した三井不動産TGスマートエナジー株式会社がエネルギーセンターを設置している。このエネルギーセンターは本施設と、3丁目に所在する豊洲センタービルに電気と熱を安定供給するために作られている。

## アクセス
- 東京メトロ有楽町線 豊洲駅2B出口方面から、地下直結。
- ゆりかもめ 豊洲駅北口から、徒歩1分。連絡デッキで豊洲シビックセンターを経由する形で接続。
- 都営バス 「豊洲駅前」バス停から、徒歩1分。